# Demokratyczna Republika Konga na Letnich Igrzyskach Olimpijskich 1968
Demokratyczną Republikę Konga na Letnich Igrzyskach Olimpijskich 1968 reprezentowało 5 zawodników, tylko mężczyźni.

## Skład kadry

### Kolarstwo
- Jean Barnabe
  - wyścig indywidualny ze startu wspólnego - nie ukończył

- Constantin Kabemba
  - wyścig indywidualny ze startu wspólnego - nie ukończył

- Samuel Kibamba
  - wyścig indywidualny ze startu wspólnego - nie ukończył

- Ignace Mandjambi
  - wyścig indywidualny ze startu wspólnego - nie ukończył

- Jean Barnabe, Constantin Kabemba, Samuel Kibamba, François Ombanzi
  - 100 km drużynowo - 30. miejsce